# Pharma Deutschland
Pharma Deutschland e. V. (bis Mai 2024: Bundesverband der Arzneimittel-Hersteller, BAH) ist der mitgliederstärkste Branchenverband der Pharmaindustrie in Deutschland. Der Verband vertritt Hersteller pharmazeutischer Produkte, insbesondere verschreibungspflichtiger und rezeptfreier Arzneimittel, stofflicher und dentaler Medizinprodukte sowie digitaler Gesundheits- und Pflegeanwendungen.
Im März 2024 wurden die Umbenennung von Bundesverband der Arzneimittel-Hersteller (BAH) in Pharma Deutschland und die Schaffung einer neuen Verbandsstruktur beschlossen. Nach Angaben des Verbandes vertritt er rund 400 Mitgliedsunternehmen (Stand März 2024). Neben traditionellen Arzneimittelproduzenten umfasst er auch rund 100 andere Mitglieder aus dem Gesundheitsbereich wie beispielsweise Verlage und Meinungsforschungsinstitute.
Der Verband hat seinen Sitz in Bonn-Bad Godesberg (Ortsteil Plittersdorf) und unterhält weitere Geschäftsstelle in Berlin und Bonn. Pharma Deutschland hat darüber hinaus sechs Landesverbände gegründet und verstärkt damit die Präsenz auf Landesebene. Er betreibt für seine Mitglieder Lobbyarbeit hauptsächlich beim Bundesministerium für Gesundheit und dessen Bundesoberbehörde, dem Bundesinstitut für Arzneimittel und Medizinprodukte.

## Geschichte
Der Verband wurde 1954 in Köln unter dem Namen „Interessenvertretung der Heilmittelwerbung“ gegründet, damals gehörten ihm 66 Unternehmen an. 1962 wurde auf Initiative des Verbandes der „Verein für lautere Heilmittelwerbung e. V. (INTEGRITAS)“ gegründet, ein Verein zum Schutz und zur Stärkung von Wettbewerb und Werbung für Heilmittel und verwandte Produkte. Der Schwerpunkt der Verbandsarbeit lag anfänglich auf der Förderung der Selbstmedikation und wurde später erweitert auf den gesamten Bereich der Arzneimittelpolitik inklusive verschreibungspflichtiger Arzneimittel. Zudem engagiert sich der Verband im Bereich der stofflichen Medizinprodukte. Um die Präsenz in Berlin weiter zu stärken, verlegte Pharma Deutschland – damals noch BAH – die bislang in Bonn ansässigen Bereiche Politik und Kommunikation in die Bundeshauptstadt. Die Geschäftsstelle Berlin wurde im Februar 2016 offiziell eröffnet.
Im September 2023 scheiterte eine geplante Fusion mit dem Bundesverband der Pharmazeutischen Industrie (BPI), da in der Abstimmung die nötige Dreiviertelmehrheit unter den Delegierten des BPI nicht erreicht wurde.
Im März 2024 beschloss der Verband auf einer außerordentlichen Mitgliederversammlung in Frankfurt am Main mit großer Mehrheit die Schaffung einer Landesverbandsstruktur und eine Umbenennung.
Spezielle Informationsdienste von Pharma Deutschland sind der 1987 gegründete „Wissenschafts- und Wirtschaftsdienst“ (WIDI) mit einem Angebot an Seminaren, Handbüchern, Textsammlungen und Broschüren.

### Namensänderungen

Langjähriges Logo bis Mai 2024

1956 wurde der Arzneimittelverband in „Fachvereinigung Heilmittelwerbung e. V.“ umbenannt. 1961 wurde er in „Bundesfachverband der Heilmittelindustrie und der ihr verbundenen Werbewirtschaft (BHI)“ umbenannt. 1970 wurde der Namen gekürzt auf „Bundesfachverband der Heilmittelindustrie e. V. (BHI)“. 1980 nannte er sich in „Bundesfachverband der Arzneimittel-Hersteller e. V. (BAH)“ um. Den Namen „Bundesverband der Arzneimittel-Hersteller e. V. (BAH)“ trug der der Verein von 2001 bis 2024. Im März 2024 wurde eine Umbenennung von Bundesverband der Arzneimittel-Hersteller (BAH) in Pharma Deutschland festgelegt.

## Nationales & Internationales Netzwerk
Europaweit vertritt Pharma Deutschland die Interessen über die Mitgliedschaft in der Association Européenne des Spécialités Pharmaceutiques Grand Public (AESGP), weltweit über die Mitarbeit in der World Self-Medication Industry (WSMI).
Pharma Deutschland ist Gründungsmitglied von sphin-X e. V., welcher am 12. November 2024 gegründet wurde. Zweck des Vereins ist die Förderung einer gemeinwohlorientierten Nutzung von Daten in der Gesundheitsbranche. sphin-X ist aus der Initiative „Gesundheit digital“ des Bundesverbands der deutschen Industrie (BDI e. V.) entstanden.
Pharma Deutschland ist Mitglied der Critical Medicines Alliance (CMA), die im April 2023 von der Behörde für Krisenvorsorge und -reaktion bei gesundheitlichen Notlagen (HERA) der EU-Kommission, ins Leben gerufen wurde.
Im Mai 2013 haben Pharma Deutschland und beteiligte Firmen den Verein „Initiative Arzneimittel für Kinder“ ins Leben gerufen. Ziel ist, die Forschung für eine sichere Anwendung von Kinderarzneimitteln zu unterstützen.
1992 gründete Pharma Deutschland zusammen mit pharmazeutischen Unternehmen die Forschungsvereinigung der Arzneimittel-Hersteller e.V. (FAH) als wissenschaftliche Einrichtung für die Gemeinschaftsforschung.
Bereits im Jahr 1982 gründete Pharma Deutschland zusammen mit anderen Verbänden die Kooperation Phytopharmaka. Die Kooperation Phytopharmaka ist eine wissenschaftliche Einrichtung, die sich mit Fragestellungen der Wirksamkeit und Unbedenklichkeit pflanzlicher Arzneimittel befasst.
1962 wurde auf Initiative von Pharma Deutschland INTEGRITAS – Verein für lautere Heilmittelwerbung e.V. gegründet. Ziel des Vereins ist der Erhalt der lauteren Werbung für Arzneimittel und verwandte Produkte als wesentliches Instrument eines fairen Wettbewerbs in der sozialen Marktwirtschaft, auch zum Schutz der Verbraucher.